# Nuraghe Nieddu (Codrongianos)
Il nuraghe Nieddu è un sito archeologico nuragico, risalente al II millennio a.C., situato nel comune di Codrongianos, nella città metropolitana di Sassari.

## Descrizione
È collocato su una piccola altura da cui si può apprezzare il panorama circostante. Si tratta di un nuraghe monotorre di circa 11 metri d'altezza con copertura a tholos. Venne costruito utilizzando grandi blocchi di basalto scuro che, assieme ai licheni di color giallo, ne caratterizzano la colorazione (da cui deriva il nome, infatti nieddu in lingua sarda significa nero, scuro).
Nella torre sono presenti due aperture: un ingresso nella base, ancora parzialmente interrato e, quasi sulla sommità, un finestrone.

## Galleria d'immagini

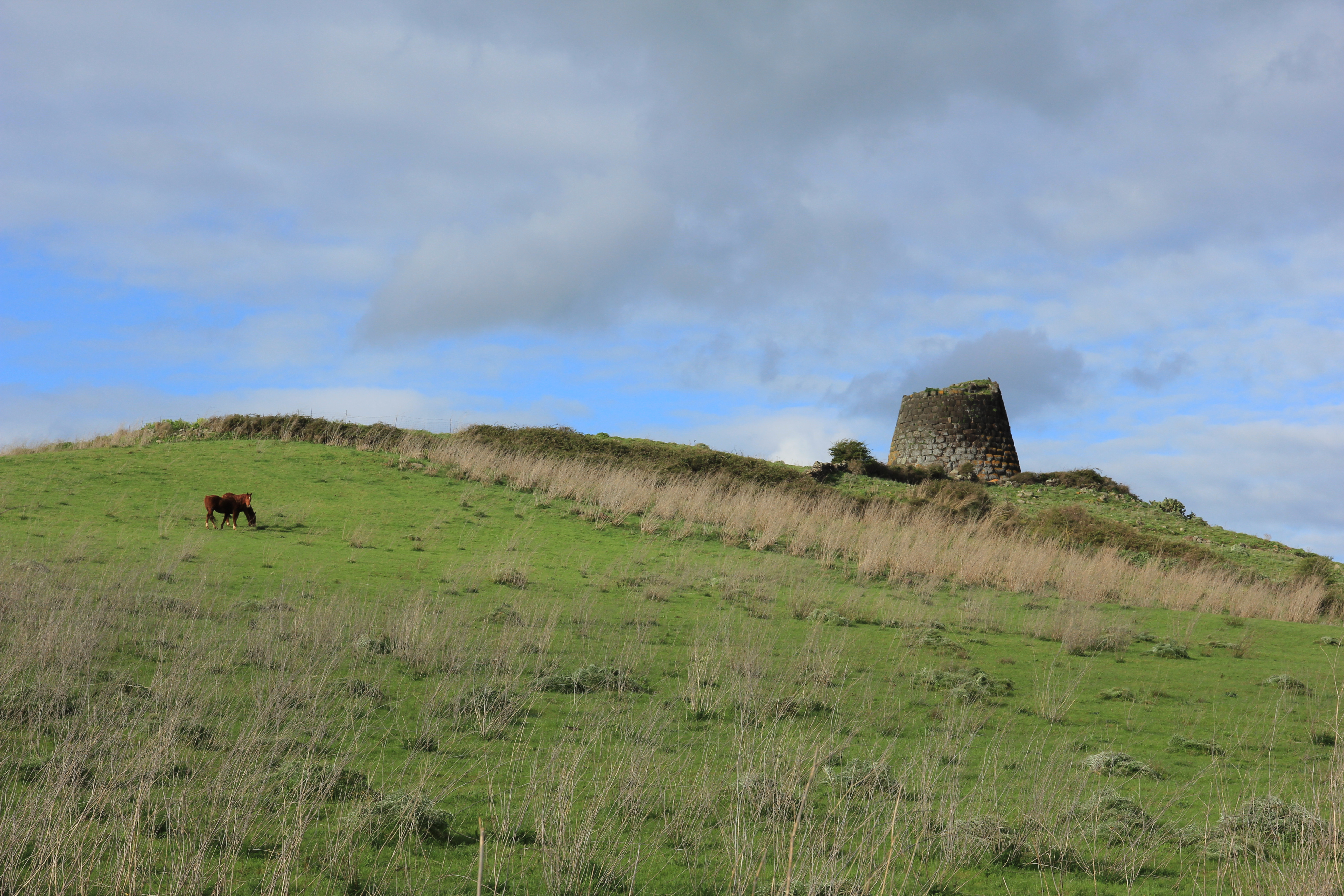
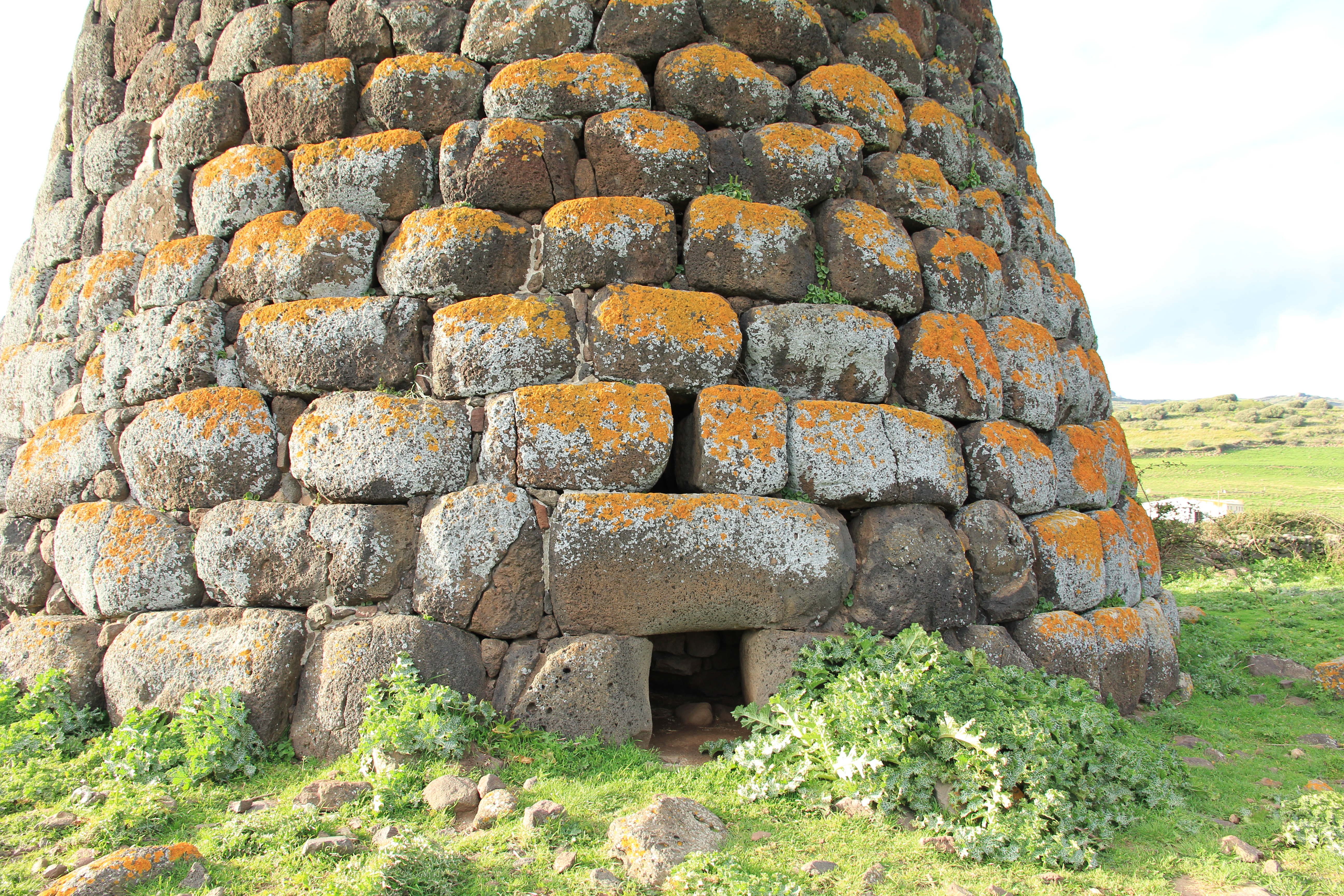
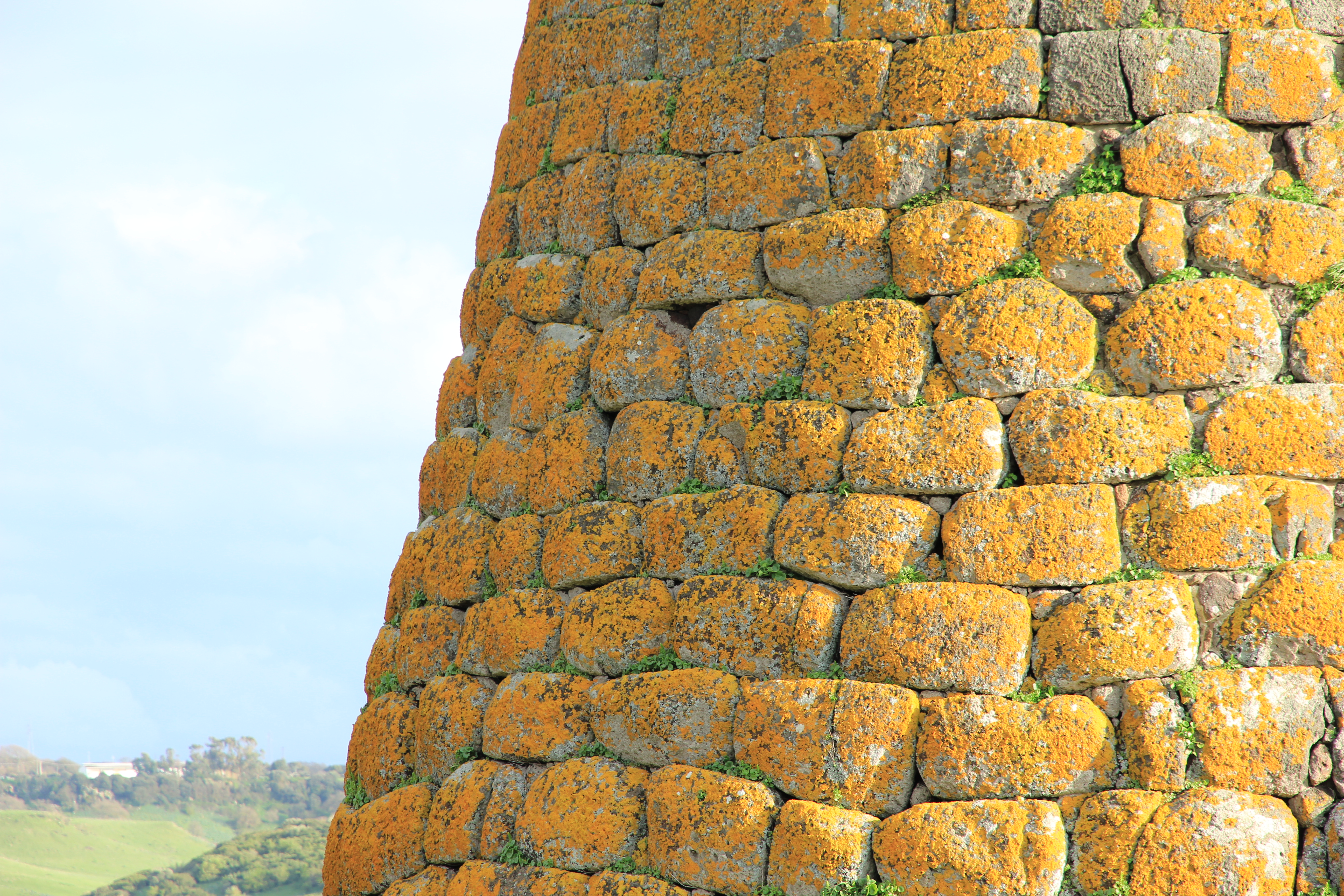
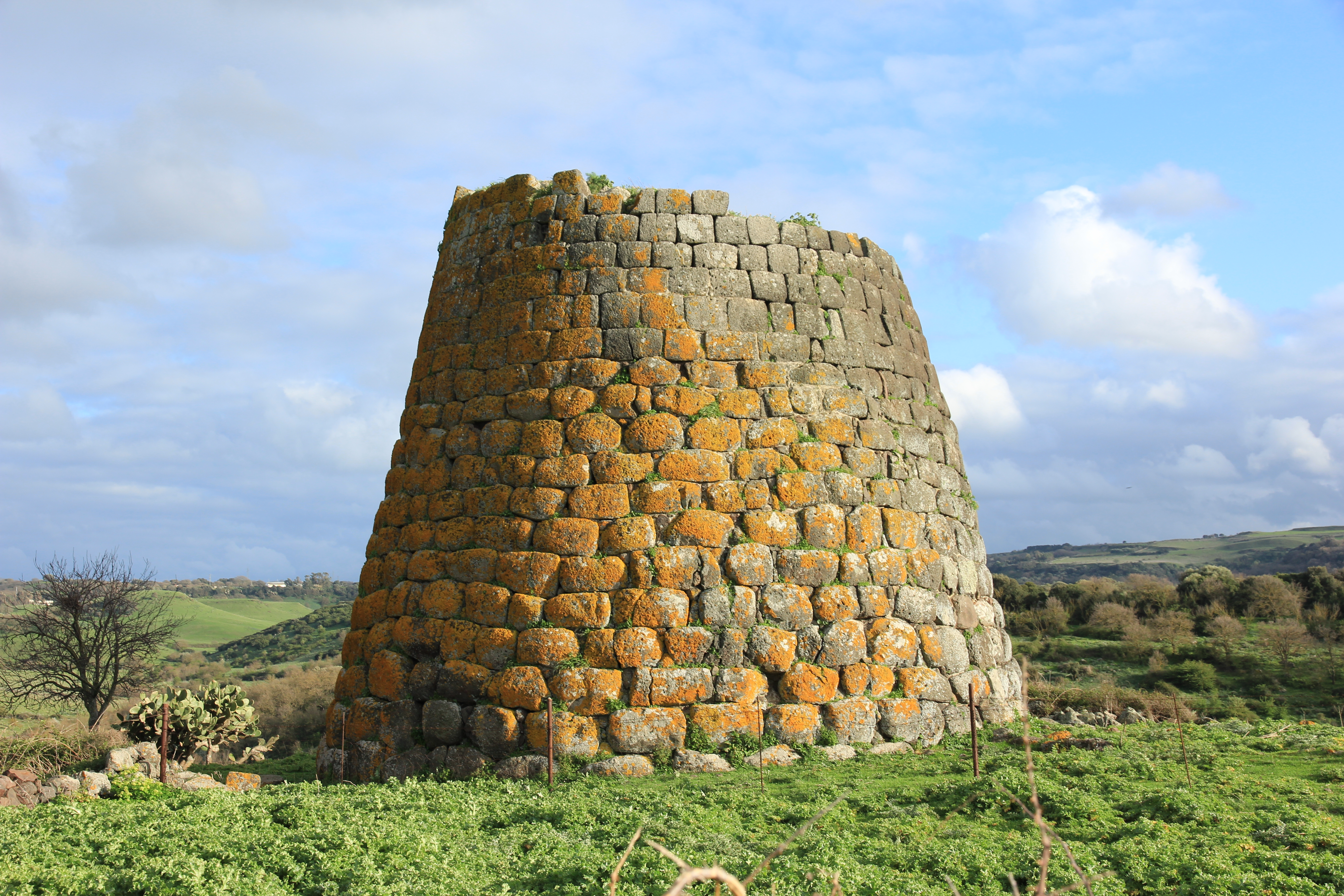
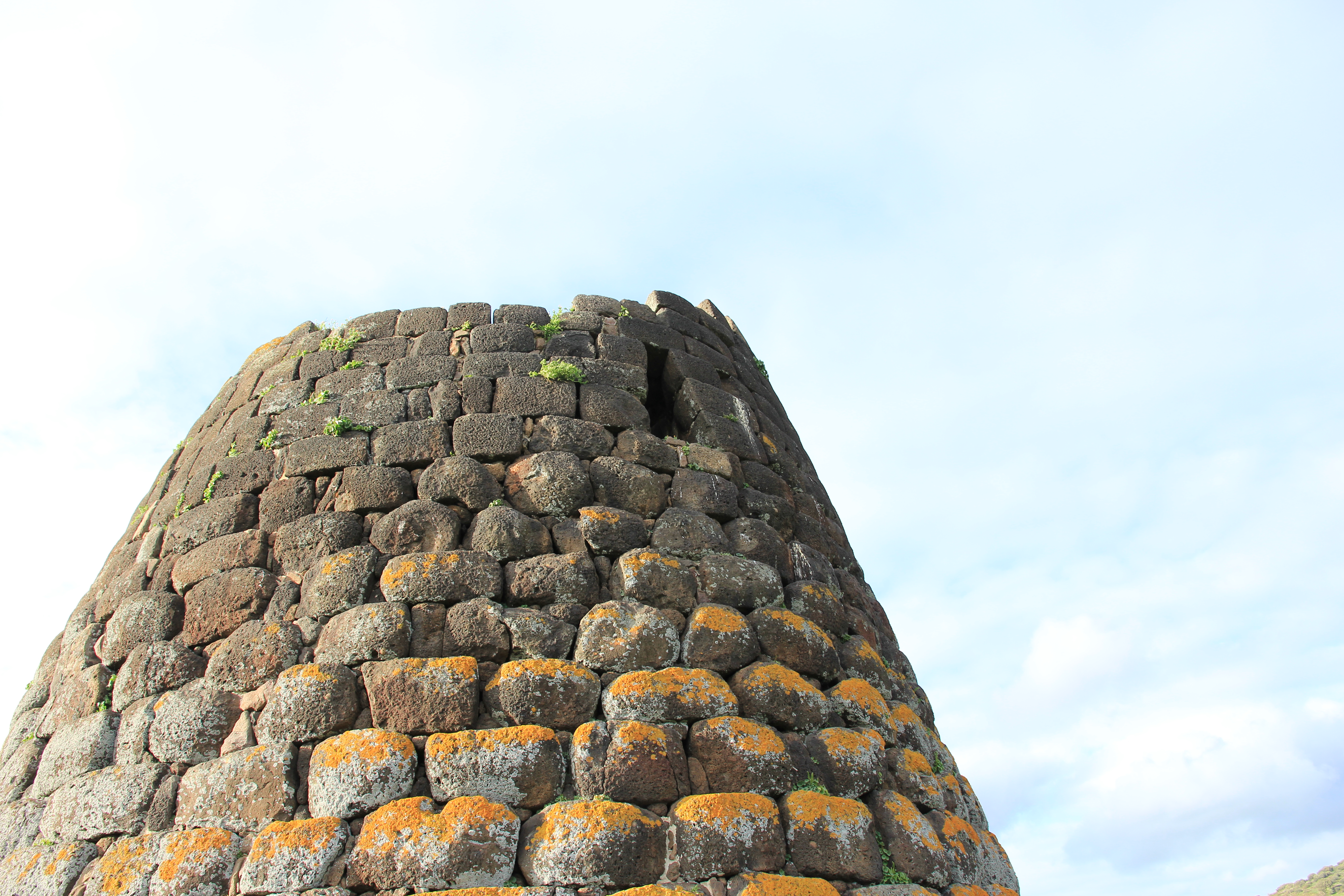